# Avenida de los Insurgentes

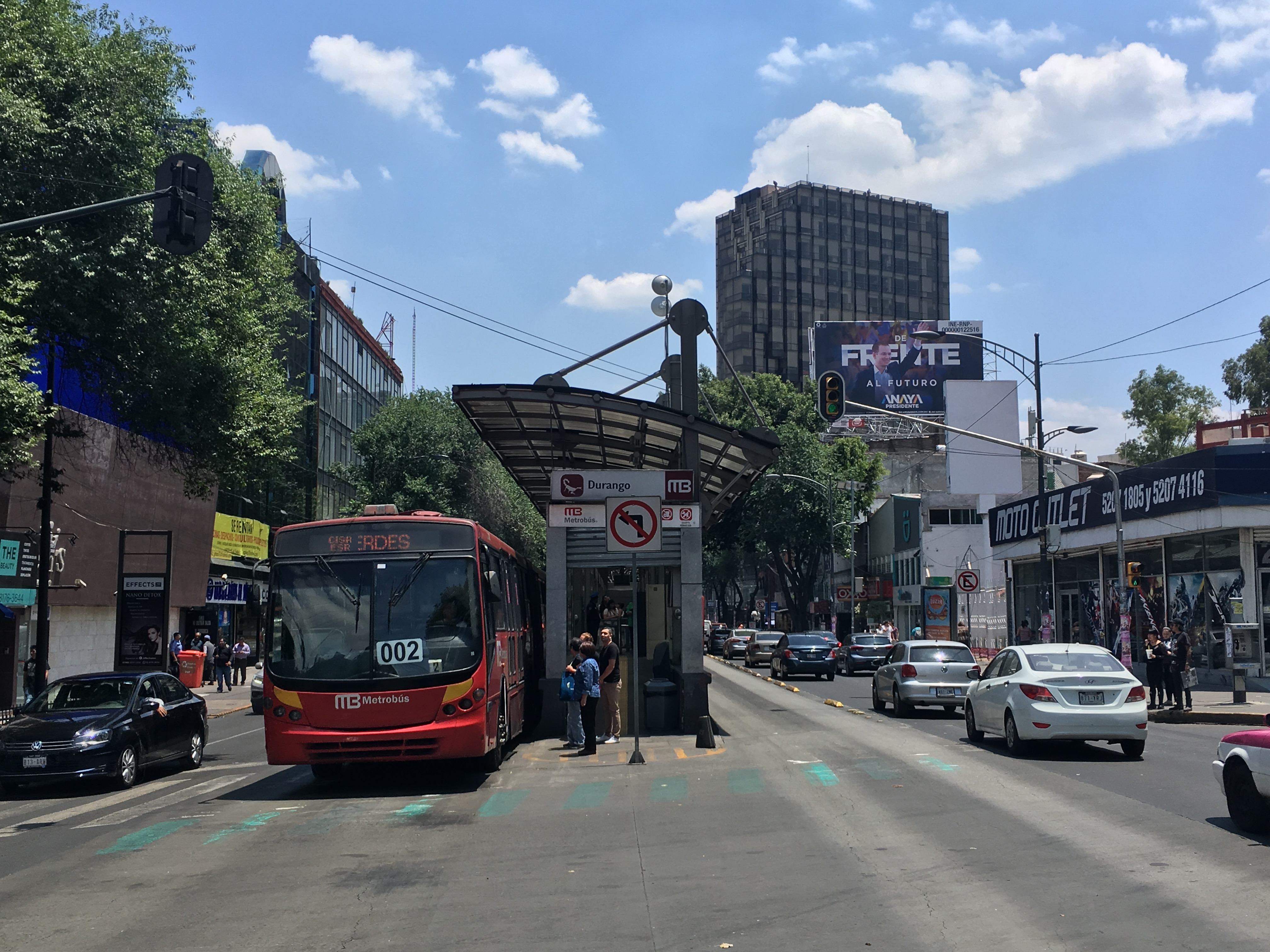
Metrobus in avenida Insurgentes

La Avenida de los Insurgentes (via dei rivoluzionari) è un viale di Città del Messico e una delle principali arterie della città.

## Descrizione
Avenida de los Insurgentes è considerato il viale più lungo al mondo, con una lunghezza di 28.8 km; è una delle maggiori arterie di circolazione della città, la attraversa da nord (dall'Acquedotto di Guadalupe) fino al viadotto Tlalpan a Sud. Al nord continua con l'autostrada Mexico-Pachuca e a sud con l'autostrada Mexico-Cuernavaca. Questo viale attraversa cinque delle sedici delegazioni della città (Gustavo A. Madero, Cuauhtemoc, Benito Juarez, Alvaro Obregón e Tlalpan)

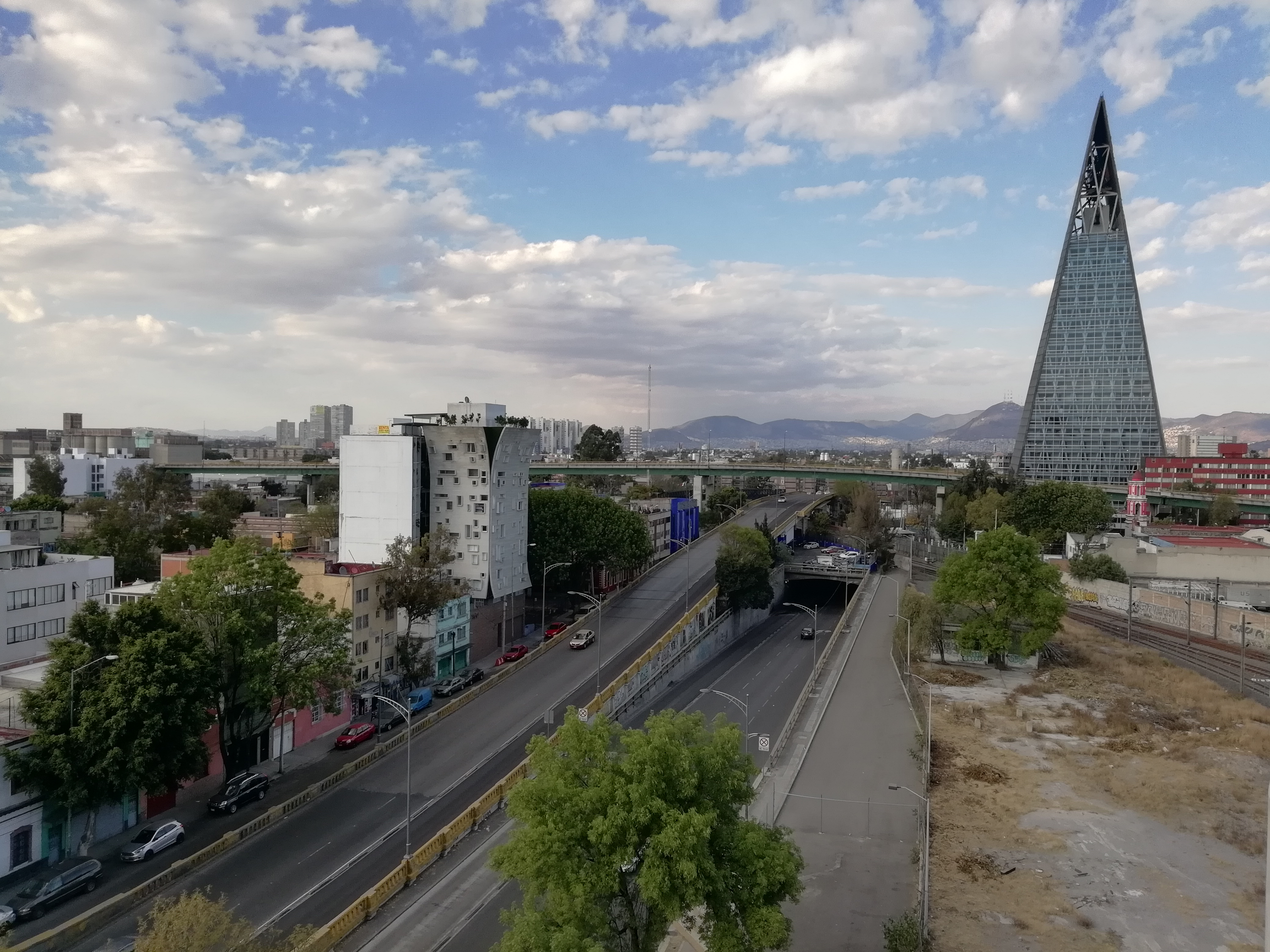
Avenida Insurgentes, la Torre Insignia visibile sul fondo.

## Storia
Chiamata popolarmente Insurgentes, questo viale ha le sue origini all'inizio del Novecento. Allora venne chiamato  Via del Centenario e univa il centro storico con il sud della città.
Durante il governo del presidente Miguel Aleman Valdes questo viale venne rinominato con il nome attuale in onore all'esercito rivoluzionario, che giocò un ruolo fondamentale nell'indipendenza del Messico. In quella stessa epoca si allungò il viale verso nord.
Il Viale è diviso in tre tronconi principali:
- Insurgentes Norte
- Insurgentes Centro
- Insurgentes Sur

Nell'anno 2005 è stato inaugurato il servizio di Metrobus per combattere l'eccessivo traffico che tra le altre cause aveva anche l'eccessiva circolazione di microbus.

## Luoghi importanti

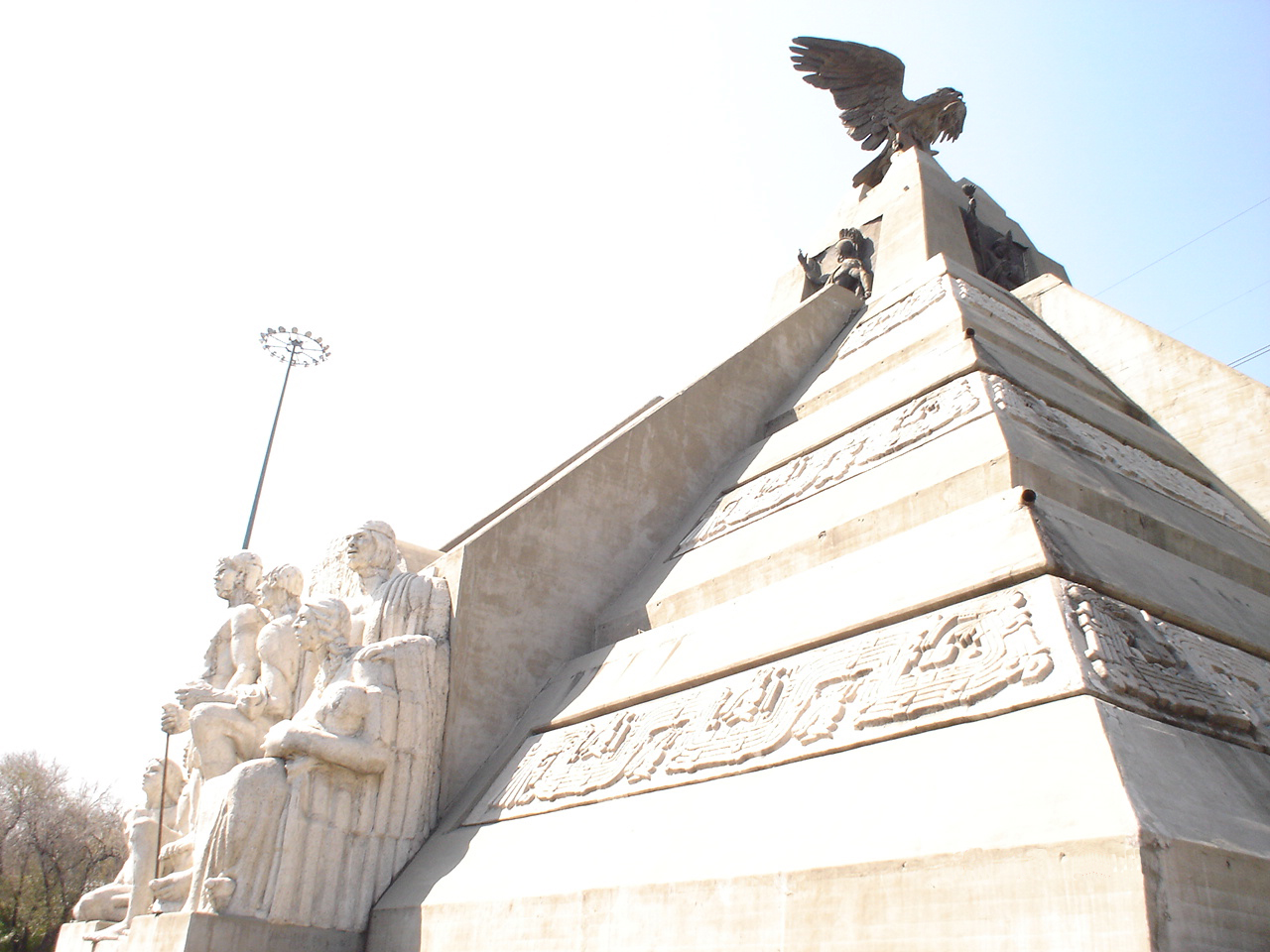
Monumento alla Raza

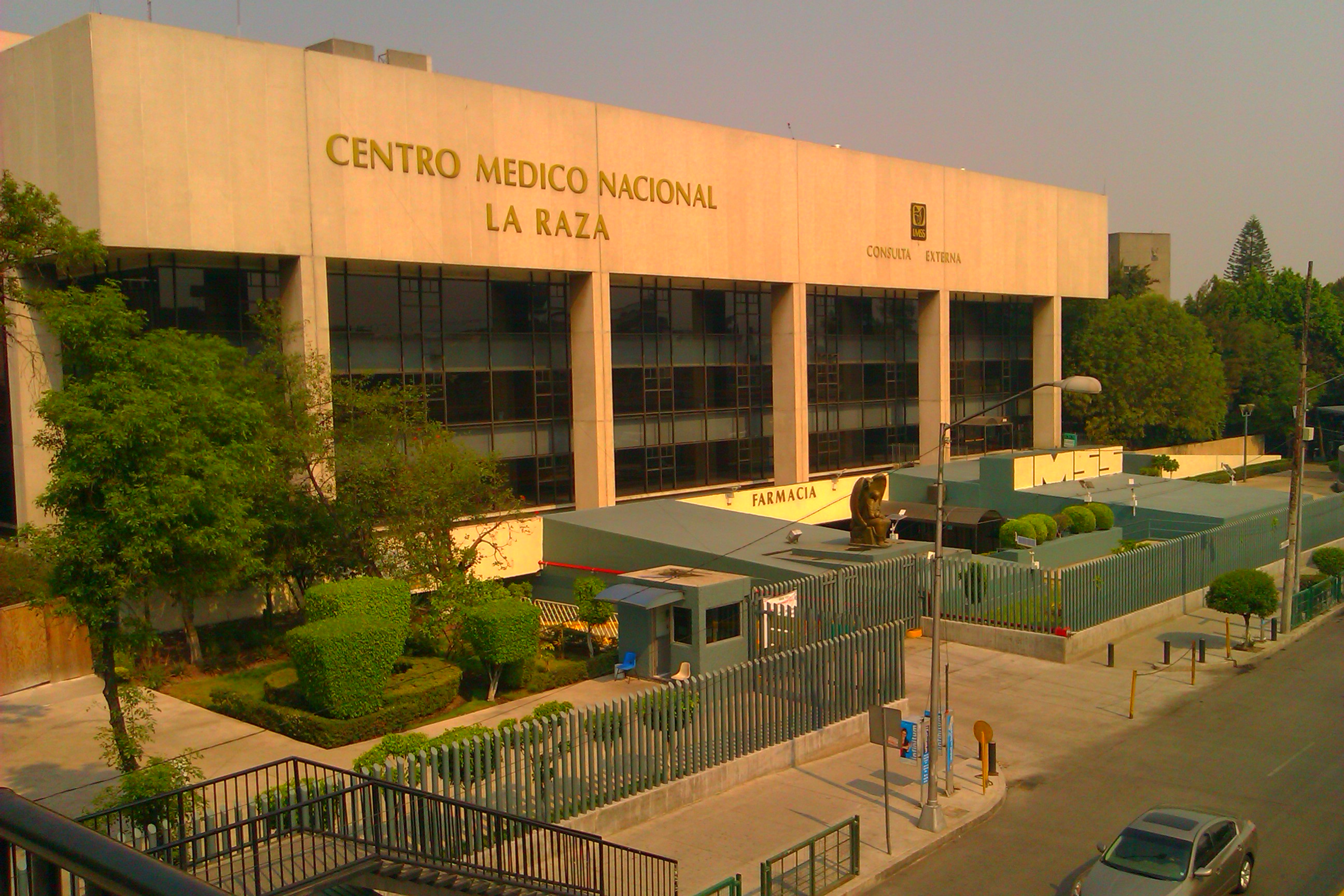
Centro Médico la Raza

Il viale Insurgentes ha vari luoghi importanti per la città lungo il suo percorso. Attraversa diverse colonie di importante livello storico e tra esse si trovano monumenti storici ed edifici di varia importanza tra gli altri si ricordano:
Insurgentes Norte:
- Statua degli Indios Verdes
- Lindavista
- Ospedale La Raza dell'Instituto Mexicano del Seguro Social
- Monumento alla Raza
- Stazione Buenavista

Insurgentes Centro
- Torre Insignia
- Monumento a Cuitláhuac
- Monumento alla Madre
- Zona Rosa
- Rotonda degli Insurgentes

Insurgentes Sur
- World Trade Center
- Torre Mural
- Polyforum Cultural Siqueiros
- Teatro Insurgentes
- Monumento ad Álvaro Obregón
- Città Universitaria dell'UNAM

## Curiosità
Lo scrittore italiano Pino Cacucci, grande conoscitore della cultura messicana, ha ambientato lungo questa strada uno dei suoi primi racconti: "Avenida insurgentes nord" apparso a metà degli anni ottanta nella rivista italiana, edita da Condè Nast, per Lui.